# Martinho (mestre dos soldados da Armênia)
Martinho (em latim: Martinus) foi um oficial bizantino do século VI, ativo durante o reinado do imperador Justiniano (r. 527–565). Era nativo da Trácia.

## Vida

### Origem e Guerra Vândala

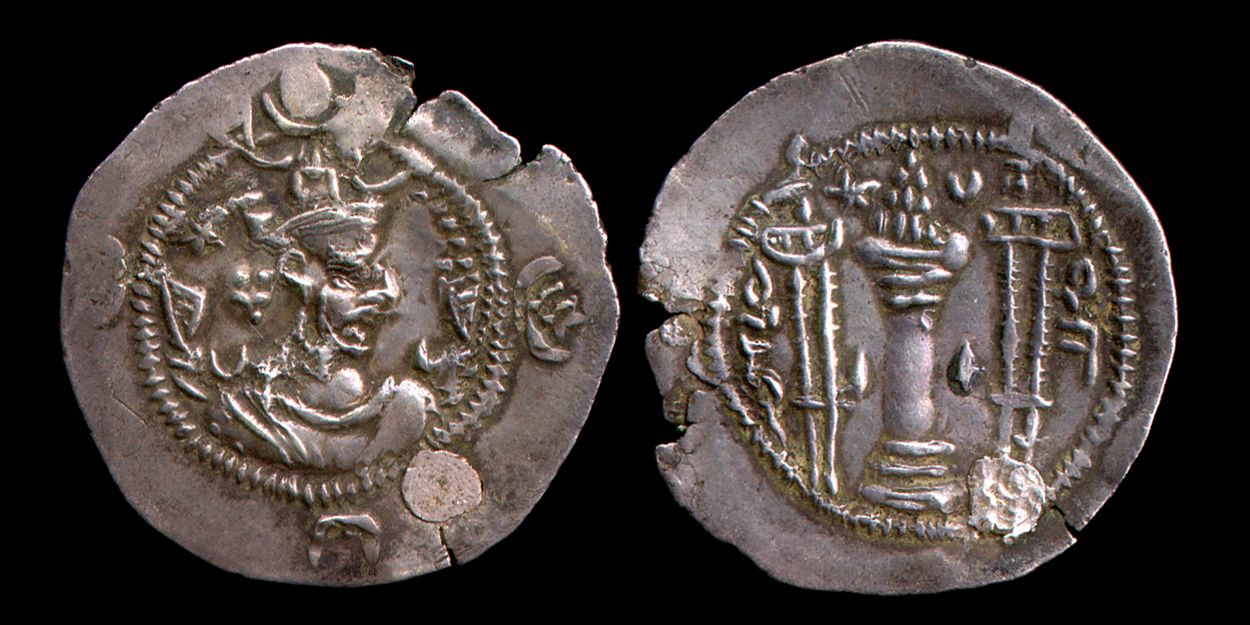
Dracma de (r. 488–496; 499–531)

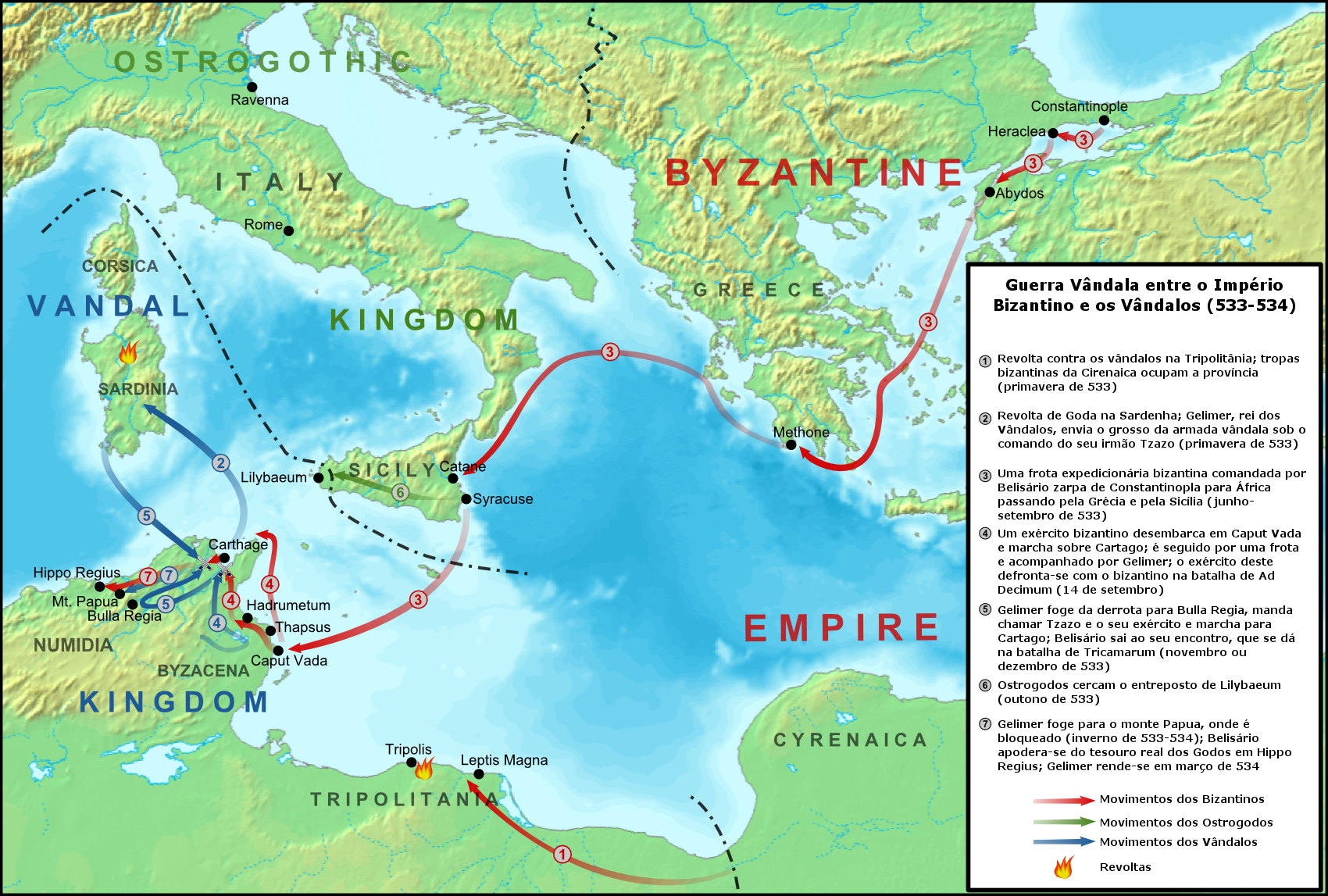
Diagramação da Guerra Vândala

Martinho era nativo da Trácia. Aparece pela primeira vez em setembro de 531, em plena Guerra Ibérica, quando estava junto do exército liderado por Sitas e Hermógenes em Martirópolis e foi enviado como refém com Senécio, um dos guardas de Sitas, para os generais sassânidas que sitiavam a cidade (Aspebedes,  Canaranges, Mermeroes) de modo a concluir o cerco. Isso aconteceu pouco depois da morte de Cavades e a ascensão de Cosroes I (r. 531–579). Os reféns foram libertados logo que os emissários de Justiniano chegaram na corte de Ctesifonte para discutir a paz.
Em 533, era um dos nove generais que comandaram tropas federadas na expedição contra o Reino Vândalo.[a] Segundo Zacarias Retórico, a expedição estava sob comando de Arquelau, Belisário e Martinho, porém comparando dados fornecidos por Procópio de Cesareia, é possível admitir que o papel de Martinho é exagerado nessa fonte. Os autores da PIRT sugerem que a obra de Zacarias foi composta quando Martinho já havia se notabilizado; antes da força principal velejar em meados de junho de Constantinopla, Martinho e Valeriano foram enviados à frente para esperar pelos outros no Peloponeso.
Não desejando atrasá-los, no momento de sua partida, Justiniano ordenou que não retornassem ou desembarcassem. O episódio, visto como incidente, foi tratado como mal presságio; para Procópio, isso foi um sinal de alerta quanto a Estútias, o futuro rebelde na África, que à época era guarda de Martinho. Eles foram para Metone, na Messênia, onde logo uniram-se a Belisário e o resto da expedição. Apesar de ser citado apenas uma vez pelo nome na narrativa de Procópio, é muito provável que Martinho participou de toda a campanha contra os vândalos. Na Batalha de Tricamaro de meados de dezembro de 533, ele e outros comandantes dos federados controlaram a ala esquerda do exército imperial e é provável que fosse um dos oficiais perseguidos pelo rei Gelimero na Batalha de Cartago.

### Revolta na África e Guerra Gótica

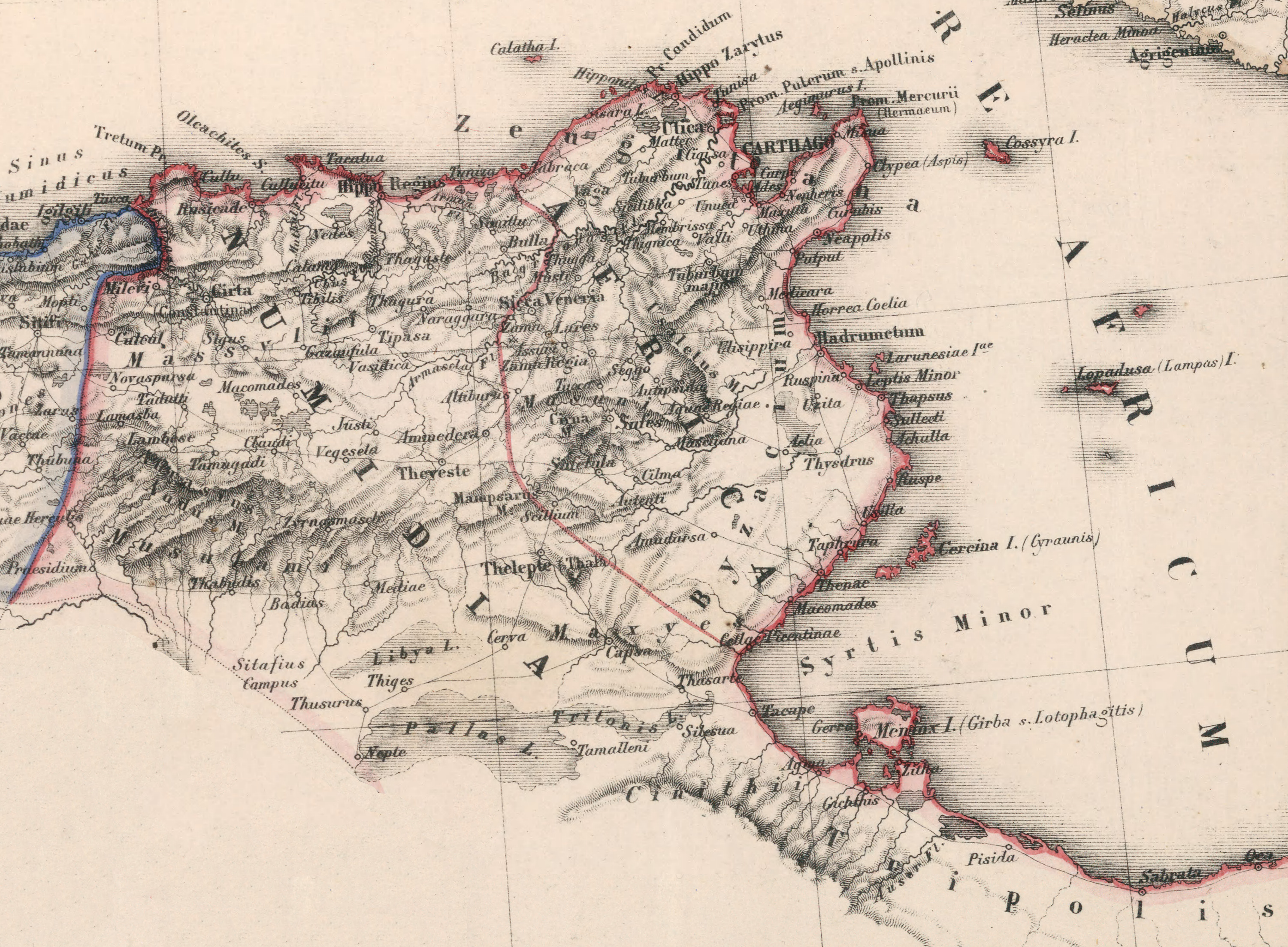
África romana, com as províncias de Bizacena, Zeugitânia e Numídia

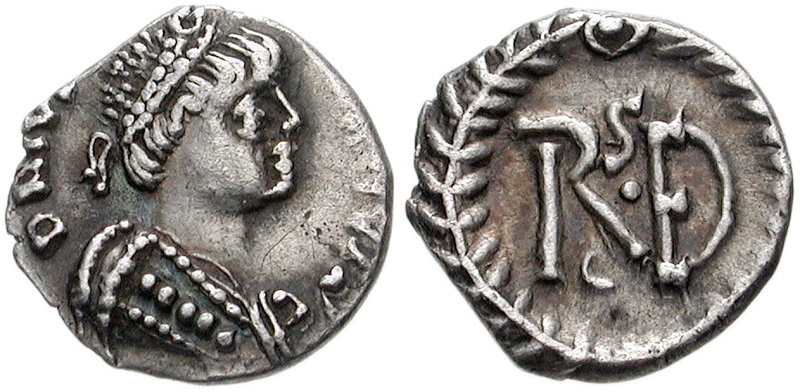
1/4 de síliqua de Vitige r.

Aparentemente permaneceu na África sob o prefeito pretoriano Salomão após Belisário retornar para Constantinopla em 534. Na primavera de 536, estava em Cartago com Salomão quando o exército imperial amotinou. Procuraram santuário na igreja do palácio e então fugiram a cavalo à casa de Teodoro. Lá, junto com Procópio de Cesareia, pegaram suprimentos e foram para o porto onde Martinho deveria estar com um barco pronto e de onde conseguiram fugir em segurança para Missua. Lá, Martinho foi enviado para junto de Valeriano e os demais comandantes na Numídia para pedir que reganhassem a lealdade de seus soldados. Pouco depois, os amotinados de Cartago escolheram Estútias como seu líder. Nem Martinho nem Valeriano são nomeados entre os oficias na Numídia cujo exército desertou para Estútias logo após a intervenção de Belisário e seu retorno à Sicília no verão de 536. É provável que à época foram reconvocados para Constantinopla.
Em dezembro de 536, foram enviados por Justiniano com um exército à Itália. À época, o ofício deles era presumivelmente o de mestre dos soldados, tendo ambos sido elevados em seguida a mestre dos dois exércitos; os autores da PIRT sugerem que ambos mantiveram tais posições ininterruptamente até sua desgraça final décadas depois. Velejaram tão longe quanto possível da Grécia, mas foram incapazes de seguir adiante, talvez pelo mal tempo, e invernaram na Etólia e Acarnânia. Talvez em março de 537, após um pedido urgente de ajuda de Belisário, que estava sendo sitiado em Roma, receberam ordens do imperador para ir à Itália a toda velocidade. Chegaram em Roma 20 dias depois que o Porto caiu para os godos de Vitige (r. 536–540) (2 de abril) com reforços compreendendo 16 mil cavaleiros, principalmente hunos, eslavos e antas. Em seguida, foram enviados por Belisário com 15 mil cavaleiros contra uma força de cavalaria gótica de cinco mil homens, que foi quase totalmente destruída. Em meados de junho, quando Eutálio aproximou-se da cidade trazendo o pagamento do exército, foram enviados por Belisário para o Campo de Nero para distrair a atenção dos godos. Na luta resultante, estiveram em grande perigo até os reforços de Bocas chegarem. Eles, por sua vez, resgataram Bocas quando estava cercado e ferido.

Movimentos iniciais da Guerra Gótica entre 535–540

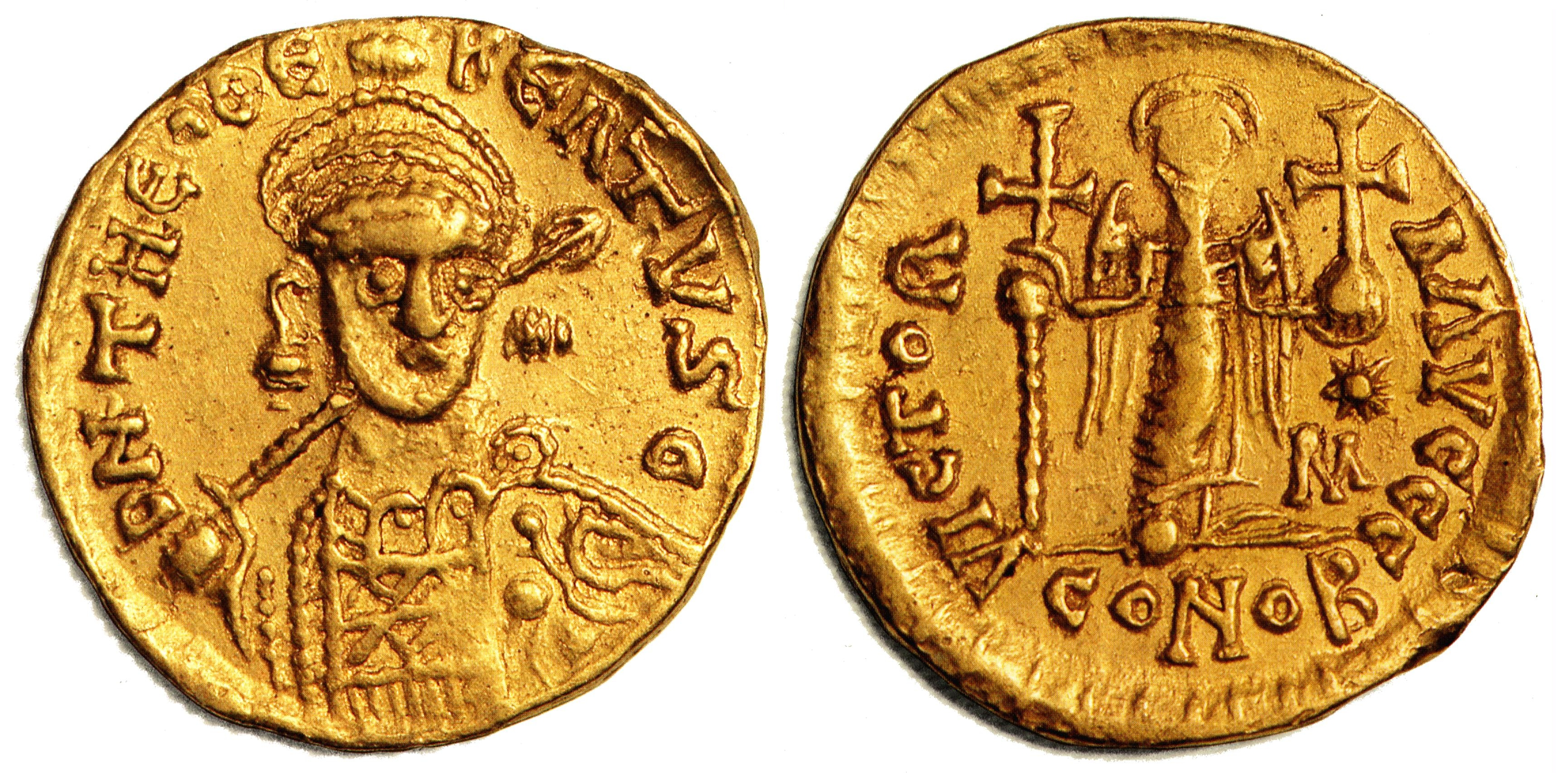
Soldo de r.

Mais tarde naquele ano, talvez setembro ou outubro, quando Belisário enviou destacamentos de cavalaria às cidades vizinhas, Martinho e Trajano foram enviados com mil homens para Tarracina em companhia de Antonina, esposa de Belisário. Chegaram na cidade após evitarem acampamentos inimigos sob o manto da noite e, após enviar Antonina para Nápoles com uma escolta, ocuparam as fortalezas locais e começaram a molestar as rotas de suprimento góticas na área. Foram reconvocados para Roma pouco depois da chegada de João (final de novembro ou começo de dezembro). Quando o cerco de Roma terminou em março de 538, Martinho e Ildígero foram enviados para Arímino por Belisário com mil cavaleiros, com ordens de substituir João e seus homens com uma força adequada retirada de Ancona. Viajaram pela via Flamínia de modo a chegar antes do exército gótico sob Vitige, que estava marchando de Roma para Arímino para sitiá-la. No caminho, capturaram e guarneceram a fortaleza de Petra. Ao chegarem em Ancona, reuniram boa parte dos infantes do lugar e seguiram para Arímino, onde chegaram três dias depois. João recusou-se a obedecer as ordens de Belisário e partir, o que levou Martinho e Ildígero a deixarem a infantaria e retornarem para Roma com todos os guardas de Belisário que estavam em Arímino.
Martinho certamente estava com o exército que Belisário liderou de Roma em meados de junho de 538 contra Vitige e que uniu-se ao exército de Narses em Firmo. Num plano para resgatar Arímino, foi incumbido com a condução de um exército ao longo da rota costeira de Firmo, ficando dentro da visão da frota sob Ildígero, e a iluminação de tantas fogueiras quanto possível para enganar o inimigo acerca do tamanho do exército. Na noite antes dos godos desistirem do cerco e fugirem, ele e seu exército acamparam cerca de oito milhas a leste de Arímino e alarmaram o inimigo pela grande quantidade de fogueiras. Mais tarde em 538, Martinho foi enviado com Ulíaris e um grande exército para ajudar Mediolano, que estava sob cerco dos godos de Úreas. Avançaram até tão longe quanto o rio Pó, um dia de marcha da cidade, fizeram acampamento e permaneceram lá por bastante tempo enquanto deliberavam se cruzavam o rio.

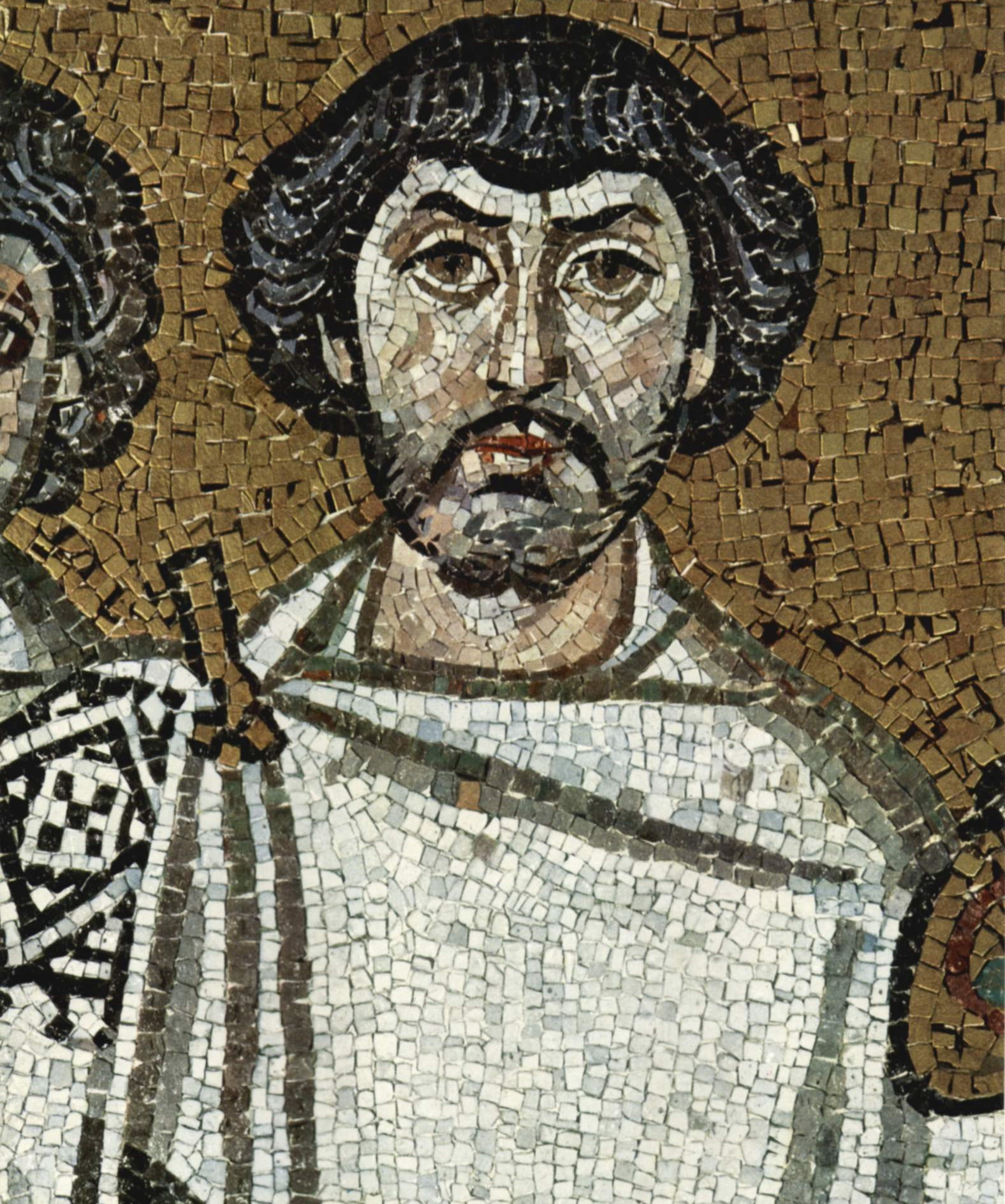
Belisário em detalhe de um mosaico da Basílica de São Vital

Foram visitados por Paulo, um emissário de Mundilas em Mediolano, que implorou para que se apressassem, e eles enviaram-no de volta com promessas de ajuda ligeira. Contudo, permaneceram onde estavam e mais tempo se passou enquanto hesitavam se iriam cruzar o Pó. Mais adiante, Martinho escreveu a Belisário explicando que a causa dos atrasos era a presença de grandes forças góticas e burgúndias na Ligúria, numerosas demais para o exército confrontar, e solicitando que João e Justino fossem enviados com reforços. Mais um atraso ocorreu enquanto João e Justino tiveram suas ordens de Belisário confirmadas por Narses. Tantos atrasos conduziram os sitiados a renderem a cidade aos godos e pela primavera de 539, Martinho e Ulíaris marcharam seu exército para Roma. Procópio ressalta que, após o desastre, Belisário não quis mais ver Ulíaris, mas nada é dito sobre Martinho, o que talvez signifique que toda a culpa foi colocada no primeiro.
Mais tarde em 539, Martinho e João com seus homens e outro exército sob João, o Glutão foram enviados à região do Pó com ordens de evitar que Úreas deixasse Mediolano e atacasse as forças de Belisário, que sitiavam Fésulas e Áuximo. Se avistassem-no, iriam segui-lo e molestá-lo pela retaguarda. Ocuparam Dertona, onde fizeram acampamento, o que inibiu Vitige, que estava em Ravena, de ir ao socorro de Áuximo. Também vigiaram o avanço de Úreas, que sob ordens de Vitige, deixou Mediolano em direção de Ticino, onde acampou próximo da posição bizantina. Apesar de próximos, os exércitos não se confrontarem. Pouco depois, no entanto, ambos foram surpreendidos pela chegada repentina dos francos sob Teodeberto I; os godos fugiram, enquanto Martinho e João foram obrigados a lutar contra números superiores e foram derrotados, sendo obrigados a fugir à Toscânia, onde relataram o ocorrido a Belisário.
Após Teodeberto partir à Gália, retornaram para evitar que alguma ajuda alcançassem os godos que estavam sob cerco. Em 540, Martinho e João ainda estavam próximo do Pó quando souberam que Sisigis e Tomás foram atacados por Úreas nos Alpes Cócios. Rapidamente foram ao resgate e tomaram alguns fortes nos Alpes, bem como capturaram muitos prisioneiros entre as esposas e filhos dos soldados de Úreas; os soldados dele desertaram e Úreas se retirou. Após a queda de Ravena em maio de 540, Herodiano, Ildígero, Martinho e Valeriano acompanharam Belisário em sua viagem de volta para Constantinopla.

### Guerra Lázica: fronte mesopotâmico

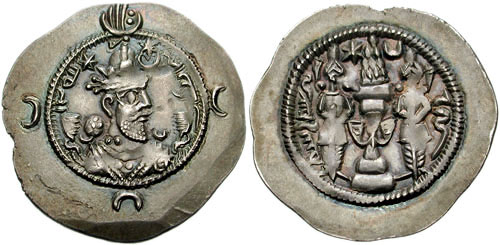
Dracma de r.

Expedições de Cosroes contra o Império Bizantino na década de 540 e 570

Ao chegar na capital, foi imediatamente enviado ao fronte persa e estava presente em Dara quando foi sitiada por Cosroes I no final do verão de 540; ela foi defendida com sucesso e o xá retornou à Pérsia. Em 543, foi nomeado mestre dos soldados do Oriente em sucessão de Belisário. Quando chegaram as notícias de que Cosroes estava com dificuldades devido à praga e a rebelião de um de seus filhos, Martinho, Valeriano e outros comandantes no Oriente receberam ordens de unir forçar e invadir a Armênia o mais rápido possível. Martinho, Ildígero e Teoctisto fizeram acampamento em Citarizo, onde uniram-se pouco depois com Pedro e Adólio; Isaque já estava lá e Filemudo e Vero acamparam em Corzianena, não muito longe. A invasão começou em desordem, com Pedro invadindo primeiro por conta própria, seguido de Filemudo e Vero e então Martinho e Valeriano; eles uniram forças com os demais dentro do território persa.
O exército avançou em direção de Dúbio sem pausar para roubar ou saquear no caminho. Em Anglo, cerca de 15 milhas de Dúbio, inesperadamente encontraram um exército sob Nabedes e enfrentaram-no numa desastrosa batalha que terminou na derrota total e fuga dos bizantinos; Martinho comandou o centro do exército nessa batalha. Outra invasão à Armênia liderada por Martinho e Justo é citada no índice da obra de Zacarias Retórico, mas seu conteúdo é incerto. Em 544, Martinho estava em Edessa com Pedro e Perânio durante o cerco de Cosroes. Quando os sitiantes começaram a construir um monte artificial para ultrapassar as defesas, Martinho foi enviado para negociar o fim do cerco. Foi malsucedido, e os persas alegaram que Cosroes desejava a paz e Justiniano rejeitava-a e que mesmo Belisário, que lhe era superior em posição e influência, falhou em persuadi-lo.
Conforme o monte crescia, Martinho continuou a negociar com os persas, mas quando ele estava completo os persas encerraram as negociações. Depois, quando as tentativas de ultrapassar as muralhas falharam, os persas permitiram que o emissário imperial Recinário passasse e tentasse recomeçar negociações, mas os bizantinos exigiram um adiamento porque Martinho estava doente. Segundo Procópio, Cosroes não acreditou e preparou-se à batalha. Os ataques persas seguintes foram malsucedidos e concordaram em recomeçar as discussões com Martinho, que conseguiu uma trégua em troca da concessão de cinco centenários de ouro ao xá. Ele continuou como mestre dos soldados do Oriente até 549, quando foi substituído por Belisário.

### Guerra Lázica: fronte caucasiano

Lázica

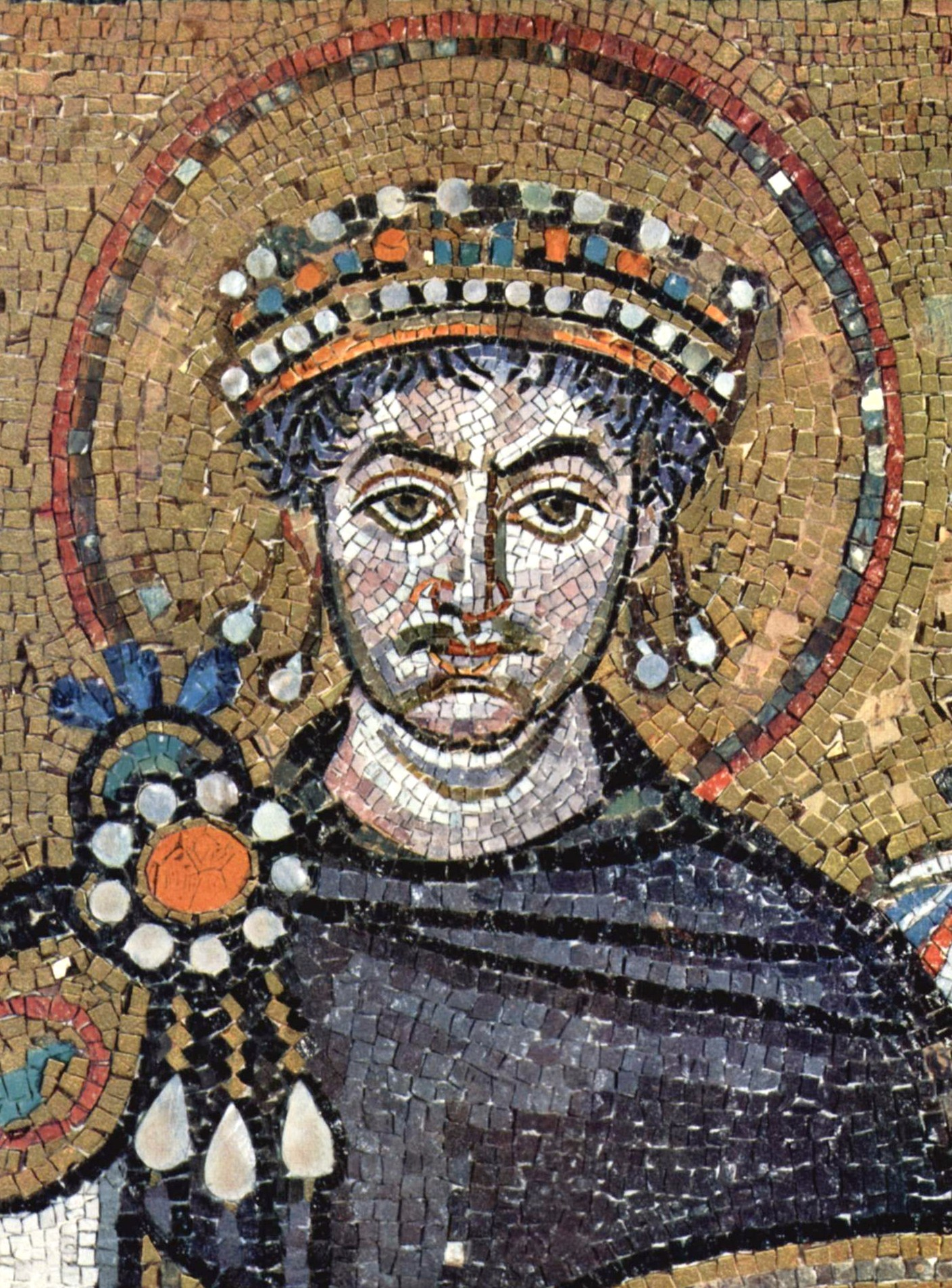
Imperador Justiniano r.

Em 551, Martinho assumiu a posição de mestre dos soldados em Lázica, onde era júnior com relação ao mestre dos soldados da Armênia Bessas. Nesse ano, em decorrência de sua inimizade com o rei dos lazes Gubazes II (r. 541–555), os suanos deixaram de fornecer seus suprimentos de cereais costumeiros e pelo fim de 551 a Suânia abandonou sua aliança com o Império Bizantino e aliou-se com a Pérsia. No começo de 552, quando Mermeroes invadiu Lázica com um exército de persas e hunos, os homens sob Martinho retiraram-se para uma posição fortificada na foz do rio Fásis, acompanhados por Gubazes, e permaneceram imóveis enquanto eles atacaram outros locais. Em 554, Martinho, Bessas, Buzes e Justino comandaram tropas em Lázica.
No momento da invasão de Mermeroes, Martinho estava na fortaleza de Télefis bloqueando seu avanço através do Fásis. Foi enganado por seus inimigos e acreditou que Mermeroes faleceu e os persas estavam sem líder. Ao baixar sua guarda, foi atacado de surpresa e retrocedeu para junto das forças de Bessas e Justino que estavam num campo próximo de Citropólia; em sua fuga, porém, deixou Teodoro em Télefis para saber sobre a força e disposições persas. Os generais decidiram impedir que o inimigo avançassem mais, porém foram lentos para dispor suas tropas e acabaram sendo derrotados e repelidos para Neso, a 20 milhas dali. Como resultado, Gubazes escreveu para Justiniano acusando os generais de incompetência. Boa parte da culpa foi colocada sobre Bessas, mas Martinho e Rústico também foram citados.
Bessas foi demitido e Martinho foi nomeado mestre dos soldados da Armênia, o que o fez superior a todos os generais em campo, apesar de Justiniano também estar zangado com ele. Em 555, ele e Rústico planejaram assassinar Gubazes para colocar fim ao criticismo do rei. Para isso, enviaram João, irmão de Rústico, à capital para acusá-lo de querer entregar Lázica aos persas. Depois, organizaram um encontro entre Justino, Buzes e o rei perto do rio Cubus, para alegadamente discutir um ataque contra os persas em Onoguris. Na reunião, Gubazes foi traiçoeiramente assassinado. Em seguida, a pedido de Martinho, os bizantinos começaram preparativos para um ataque a Onoguris, o que segundo Agátias era o meio pelo qual pretendia evitar a fúria do imperador. Na planície próximo de Arqueópolis, eles fizeram os preparativos. Com a chegada das notícias que reforços persas sob Nacoragano estavam se aproximando de Lázica, os generais deliberaram o que fazer, e Martinho apoiou a posição de Rústico, que prevaleceu, de que deveriam seguir com a força principal contra Onoguris enquanto outra força (sob Dabragezas e Usigardo) atacaria Nacoragano. Eles atacaram Onoguris e sitiaram-na, mas a chegada inesperada do reforço persa levou-o a abandonar o ataque e fugir em pânico.
Com a chegada do inverno, o exército dispersou para vários lugares. Na primavera de 556, Martinho estava em Neso com Justino e seus exércitos quando Nacoragano invadiu. Paralelamente, havia estacionado na planície próximo de Arqueópolis seus dois mil aliados hunos sabires sob Balmaco, Cutilzis e Ilígero para retardar o avanço inimigo. Segundo Agátias, enquanto estava em Neso, recusou-se a aceitar propostas de paz de Nacoragano baseadas na retirada dos bizantinos. Nacoragano então partiu de Neso em direção de Fásis e Martinho e os demais generais, exceto Buzes, apressaram-se para chegar na cidade antes. Martinho e suas forças, junto com Justino, Valeriano, Angilas, Teodoro, Filomácio e Gibro, tomou posições defensivas na cidade. Primeiro, Martinho deu ordens para que todos ficassem em suas posições, mas Angilas e Filomácio desobedeceram e foram de encontro aos persas, precisando ser salvos por Teodoro.

Fronteira romano-persa na Antiguidade Tardia

Cáucaso em 565

Segundo Agátias, de modo a animar seus soldados e enganar o inimigo, Martinho convocou suas tropas e entregou uma mensagem, supostamente oriunda de Constantinopla, relatando a chegada iminente de reforços. Afirmou que reforços eram dispensáveis e que não os admitiria, pois poderiam privar seus homens das recompensas e a glória da vitória após todos os sofrimentos. Essas palavras e a promessa de butim encorajaram os soldados a lutar bravamente. Ao tomar ciência dos rumores, Nacoragano enviou um destacamento para atacar os reforços, o que enfraqueceu suas forças. Martinho então permitiu que Justino levasse as melhores tropas, englobando cinco mil cavaleiros, para uma igreja fora da cidade para rezar, pois não esperava que ele ou Justino seriam atacados. Os persas atacaram a cidade e os bizantinos na cidade lutaram com muita bravura, o que justificou o plano de Martinho. Com a ajuda de Justino os persas foram totalmente derrotados numa confusa batalha e colocados para fugir e os bizantinos perseguiram-nos até ser dado o sinal para voltarem. A PIRT sugerem que a partira de Justino da cidade fazia parte de um plano acordado no qual se visava atacar os persas pela retaguarda com uma grande força enquanto estavam concentrados na cidade.
Após estes eventos, Atanásio realizou um inquérito sobre o assassinato de Gubazes no qual alegou-se que o assassinato foi realizado com anuência de Martinho. Um relatório foi enviado ao imperador e Rústico e seu irmão João foram condenados à morte, mas nenhuma ação foi tomada contra Martinho. Ainda no começo da primavera de 556, os generais decidiram enviar uma expedição contra os misimianos, uma tribos do Cáucaso que assassinou Soterico. Martinho lideraria o exército, composto de quatro mil cavaleiros e infantes, mas até estar pronto o comando foi dado a Varazes e Farsantes. A expedição alcançou o país dos apsílios e lá permaneceu durante o verão devido à presença de uma força persa na área. Quando os persas retiraram-se à Lázica Oriental e Ibéria no final do verão, a campanha recomeçou e avançou até a fortaleza de Tibelis, na fronteira dos apsílios com os misimianos, onde Martinho uniu-se a eles com intuito de liderar o exército pelo resto da campanha. Martinho, no entanto, adoeceu e ficou para trás enquanto a expedição seguiu sob os antigos comandantes. Ele logo retornaria para Lázica. A expedição não estava conseguindo progressos em seus estágios iniciais devido à falta de um liderança decisiva e Martinho nomeou João Dacnas como comandante supremo.
Pouco depois disso, ele foi demitido de seu ofício por Justiniano e sucedido por Justino. Como Agátias afirma, seu papel no assassinato de Gubazes lhe custou o favor imperial e o fato de ter permanecido por mais algum tempo como comandante após o inquérito pode ser explicado por sua importância à guerra em Lázica devido à sua experiência e eficiência e sua popularidade no exército. Agátias também afirma que sua vida foi poupada por conta disso. Nenhuma acusação recaiu sobre ele, mas não recebeu permissão de manter novos ofícios e teve de viver o resto de seus dias como um indivíduo privado.